# Marina Georgiewa-Nikolowa
Marina Alexandrowa Georgiewa-Nikolowa (bulgarisch Марина Александрова Георгиева-Николова; * 10. Juni 1980 in Sofia) ist eine bulgarische Shorttrackerin.
Ihr internationales Debüt feierte Georgiewa-Nikolowa bei der Junioren-Weltmeisterschaft 1997. Zwei Jahre später bestritt sie in Montreal ihr erstes Weltcuprennen, schied jedoch über 1000 m und 1500 m im Vorlauf aus. Sie startete bei der Heimweltmeisterschaft 1999 in Sofia und gewann in der Staffel mit Bronze ihre erste internationale Medaille. Bei der Europameisterschaft 2000 in Bormio erreichte Georgiewa-Nikolowa erste Erfolge in Einzelrennen. Ihr bestes Ergebnis war ein vierter Rang über 500 m, im Mehrkampf wurde sie Siebte. Mit der Staffel wurde sie zudem erstmals Europameisterin, den Titel verteidigte sie ein Jahr darauf in Den Haag erfolgreich.
Georgiewa-Nikolowa nahm an den Olympischen Spielen 2002 in Salt Lake City teil. Über 500 m erreichte sie das Viertelfinale, über 1500 m schied sie im Vorlauf aus. Mit der Staffel errang sie einen sechsten Platz. Bei der Weltmeisterschaft 2003 in Warschau gewann Georgiewa-Nikolowa erneut eine Bronzemedaille mit der Staffel. In den folgenden Jahren trat sie jedoch kürzer und nahm nur an wenigen Wettbewerben teil.
Erst in der Saison 2006/07 konzentrierte sie sich wieder auf Shorttrack. Beim Weltcup in Heerenveen erreichte sie über 1500 m erstmals ein Podest im Weltcup. Bei der Europameisterschaft in Sheffield holte sie ihren ersten Streckensieg in einem Einzelrennen, sie wurde Zweite über 1000 m. Im Mehrkampf und über 500 m wurde sie zudem Vierte. Auch in der Saison 2007/08 war Georgiewa-Nikolowa erfolgreich. Mit der Staffel erreichte sie in Québec eine Podestplatzierung im Weltcup, bei der Europameisterschaft in Ventspils gewann sie Silber. Sie nahm in Harbin mit ihren Teamkolleginnen an der Teamweltmeisterschaft teil und erreichte Rang sechs.
In der Saison 2008/09 erreichte sie im Weltcup einmal das Halbfinale, bei der Weltmeisterschaft in Wien konnte sie über 1500 m ebenfalls das Halbfinale erreichen. Georgiewa-Nikolowa startete bei den Olympischen Spielen 2010 in Vancouver. Über 1500 m erreichte sie das Halbfinale, über 500 m wurde sie disqualifiziert. Ihre bislang letzte Medaille konnte sie bei der Europameisterschaft 2011 in Heerenveen erringen, wo sie über 1000 m Zweite und im Mehrkampf Siebte wurde. Ein Jahr später blieb bei der Europameisterschaft in Mladá Boleslav ein Halbfinaleinzug über 1500 m ihr bestes Resultat.